# اسوالد سمرنیی

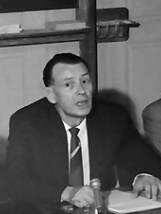
نگارهٔ اسوالد سمرنیی، ژوئن ۱۹۶۶

اُسوالد یانوش لایوش سِمِرِنیی (به مجاری: Szemerényi Oszvald János Lajos) یا اسوالد جان لوئیس سِمِرنیی (به انگلیسی: Oswald John Louis Szemerényi)‏ (تلفظ مجاری: [ˈsɛmɛre:ɲi]) (زادهٔ ۷ سپتامبر ۱۹۱۳ در لندن – درگذشتهٔ ۲۹ دسامبر ۱۹۹۶ در فرایبورگ) هندواروپایی‌شناس مجارستانی بود. او اثری ژرف بر زبان‌شناسی تطبیقی نهاد.
سمرنیی در لندن چشم به جهان گشود و در دانشگاه اوتووش لوراند در مجارستان و دانشگاه‌های هایدلبرگ و برلین به تحصیل پرداخت. او در ۱۹۴۲ مدرس زبان یونانی در دانشگاه بوداپست شد. در ۱۹۴۷ استاد زبان‌شناسی تطبیقی هندواروپایی در بوداپست گردید. در ۱۹۴۸ به انگلستان بازگشت و تا سال ۱۹۶۰ در کالج بدفرد لندن به کار پرداخت. از ۱۹۶۵ تا ۱۹۸۱ هم استاد زبان‌شناسی دانشگاه فرایبورگ گردید.
سمرنیی در ۲۹ دسامبر ۱۹۹۶ در فرایبورگ درگذشت.